# ビッカース ヴァイキング

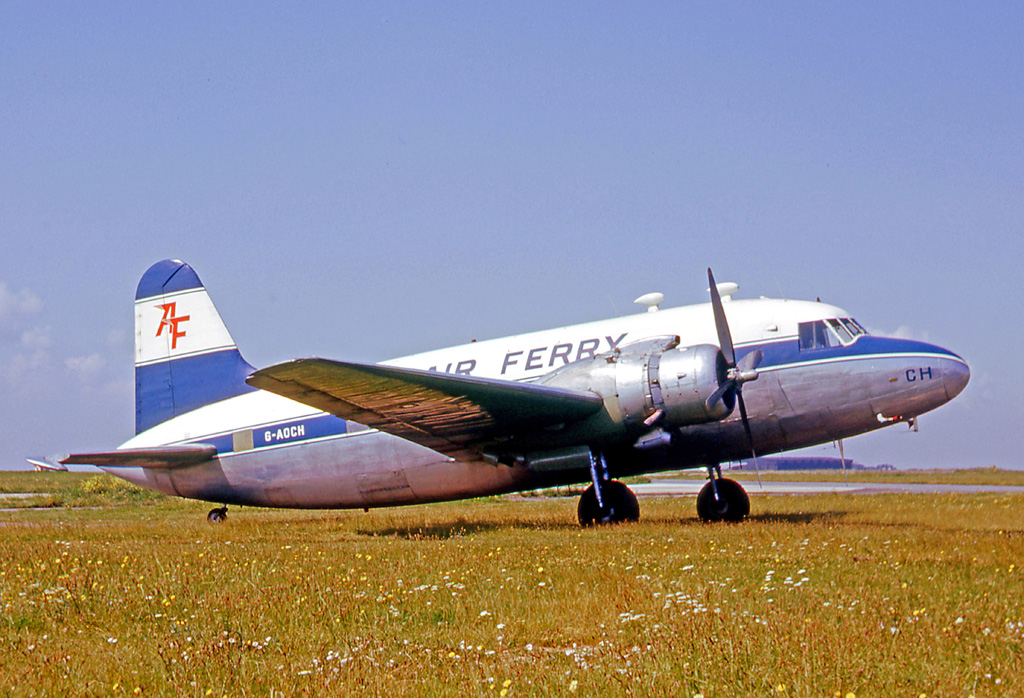
ビッカース ヴァイキング （Vickers VC.1 Viking）

ビッカース ヴァイキング（Vickers VC.1 Viking）とは、イギリスのビッカース社が第二次世界大戦直後から就航させた短距離レシプロ双発旅客機である。イギリスの英国欧州航空では欧州域内の国際路線に就航させたほか、英連邦を中心に海外にも輸出された。なおビッカースは第一次世界大戦直後にも単発のヴァイキングを生産しているが、それとは別物である。

## 開発の経緯
ビッカース ヴァイキングは第二次世界大戦中のイギリスの爆撃機であったビッカース ウェリントンを旅客機にしたものである。イギリス航空省は戦後の民間旅客航空産業をにらみ、ヴィッカースに対し1944年に認可した。試作機は1945年6月22日に初飛行し、1946年4月20日に英国海外航空（BOAC）に引き渡された。2機の試作機と量産型9機が引き渡された1946年8月1日には英国欧州航空（BEA）が設立され、ヴァイキングは欧州域内の定期航空路線に就航するため転籍した。旅客機として163機（軍用型のビッカース バレッタや軍用輸送型も含めると198機）が生産された。1947年には初期型のヴァイキング1Aに代わり改良型のヴァイキング1Bが生産され、BEAでは1956年まで運航された。なおBEAではヴァイキングの各機には“V”からはじまる愛称を付けていた。
初期に生産された19機は21人乗りだった。顧客からの要望を受けて改良した14機はヴァイキング 1として知られる。次のヴァイキング 1Bは28インチ胴体が長くなり24人乗りになった。エンジンは改良されたブリストル ハーキュリーズが搭載された。
1948年4月6日、2基のロールス・ロイス ニーンを搭載した618型ニーンヴァイキングが初飛行した。これは世界初のジェット旅客機となり、ヒースロー〜パリ間をわずか34分で結んだ。
1948年に生産は終了した、空軍向けに生産された16機の中には王室向けの機体も含まれる。

## 性能要目 (ヴァイキング1B)
- 操縦要員: 2
- 乗客: 36 （最大）
- 全長: 19.86 m
- 全幅: 27.20 m
- 高さ: 5.97 m
- 機体重量: 10,430 kg
- 最大離陸重量: 15,420 kg
- エンジン: ブリストルハーキュリーズ634,
- 推力:  1,690 hp (1,260 kW)X 2
- 最大速度: 423 km/h
- 航続距離:  2,740 km

## 民間型使用国
- アルゼンチン、南アフリカ、インド、ローデシア（現ジンバブエ）、インド、西ドイツなど

## 軍用型使用国
- アルゼンチン、ヨルダン、パキスタン、イギリス